# 愛的，學校。
《愛的，學校。》是富士電視台於2025年7月10日起播出的週四劇場，由木村文乃主演。

## 登場人物

### 主要人物
- 小川愛實〈35〉：木村文乃

私立Pietas女學院高等學校3年葵班的班導兼現代國文教師。成長於保守家庭，照著父母的期望長大至今。性格謹慎、過於認真、正直過頭。在戀愛方面處於被動，現在與父親介紹的對象交往，雖然對方已向她求婚，但是對於二人的未來感到不安。
- Kaworu（カヲル）/ 鷹森大雅〈23〉：Raul[1]

男公關店「THE JOKER」的No.7。憑著親切的笑容與出色的口才，獲得高人氣。成長在不穩定的家庭環境，成長過程中幾乎沒感受過母愛，父親長什麼樣也不知道，義務教育也未能完整完成，因此對於文字的讀寫方面不擅長。有一位同母異父的弟弟。

### THE JOKER
- 松浦小治郎〈52〉：澤村一樹[2]

社長。
- 竹千代〈30〉：坂口涼太郎[3]

男公關。雖然比Kaworu年長，但是資歷較淺。Kaworu的宿舍室友。
- 神門翼（神門つばさ）〈22〉：荒井啓志[3]

No.1男公關。一流大學的大學生。
- 皇大翔（皇ヒロト）〈21〉：別府由來[3]

No.2男公關。翼的小弟。崇拜翼、討厭Kaworu。
- 宇都宮明菜：吉瀨美智子

常客。美容相關公司的社長。

### 私立Pietas女學院高等學校
- 佐倉榮太〈30〉：味方良介[3]

3年葵班的副班導。
- 澤口夏希〈18〉：早坂美海[3]

3年葵班的學生。謊報年齡進入牛郎俱樂部，迷上Kaworu並把父母的錢花在他身上。

### 周邊人物
- 町田百百子（町田百々子）〈35〉：田中美奈實[2]

愛實的好友。任職於電視台擔任新聞節目主管。
- 川原洋二〈36〉：中島步[2]

愛實的交往對象。畢業於一流大學，現任職於大型銀行。由於雙方的父親曾在同一個大學研究室，因而與愛實交往。但其實劈腿一位已婚人妻。
- 香坂奈央〈44〉：涼[2]

Kaworu的母親。與現任丈夫一起經營美容院。
- 香坂勇樹〈5〉：Ao

Kaworu同母異父的弟弟。由Kaworu援助因患病所需的治療費。
- 小川早苗〈60〉：筒井真理子[2]

愛實的母親。家庭主婦。
- 小川誠治〈64〉：酒向芳[2]

愛實的父親。
- 田所雪乃：野波麻帆[3]

知曉許多洋二秘密的神秘人妻。其真實身份是與洋二有不倫關係的已婚女性。

## 製作團隊
- 劇本：井上由美子
- 配樂：菅野祐悟
- 主題曲：REINI（日语：レイニ (俳優)）「Spiral feat. Yura」[4]
- 導演：西谷弘（日语：西谷弘）、高橋由妃、山田勇人
- 製作人：栗原彩乃
- 制作著作：富士電視台

## 播出日程
- 第1話加長15分鐘（22:00 - 23:09）。
- 第2話延後20分鐘播出（22:20 - 23:14）。

| 集數                                                       | 播出日期 | 副標題 | 導演     | 收視率 |
| ---------------------------------------------------------- | -------- | ------ | -------- | ------ |
| 第1話                                                      | 7月10日  |        | 西谷弘   | 4.7%   |
| 第2話                                                      | 7月17日  |        | 西谷弘   | 4.2%   |
| 第3話                                                      | 7月24日  |        | 山田勇人 | 4.1%   |
| 第4話                                                      | 7月31日  |        | 高橋由妃 |        |
| 第5話                                                      | 8月07日  |        | 高橋由妃 |        |
| 第6話                                                      | 8月14日  |        | 西谷弘   | 4.2%   |
| （收視率由Video Research調查關東地區、家戶的即時統計資料） |          |        |          |        |

## 外部連結
- 官方网站－富士電視台（日語）
  - 電視劇的X（前Twitter）
  - 電視劇的Instagram帳戶
  - 電視劇的TikTok
- 在Netflix上觀看《愛的，學校。》

| 日本 富士電視台 週四劇場                    | 日本 富士電視台 週四劇場         | 日本 富士電視台 週四劇場 |
| ------------------------------------------- | -------------------------------- | ------------------------ |
|                                             | 愛的，學校。 （2025年7月10日－） |                          |
| 宛如粼光夫婦日和 （2025年4月24日－6月26日） | —                                |                          |